# Brynle Williams

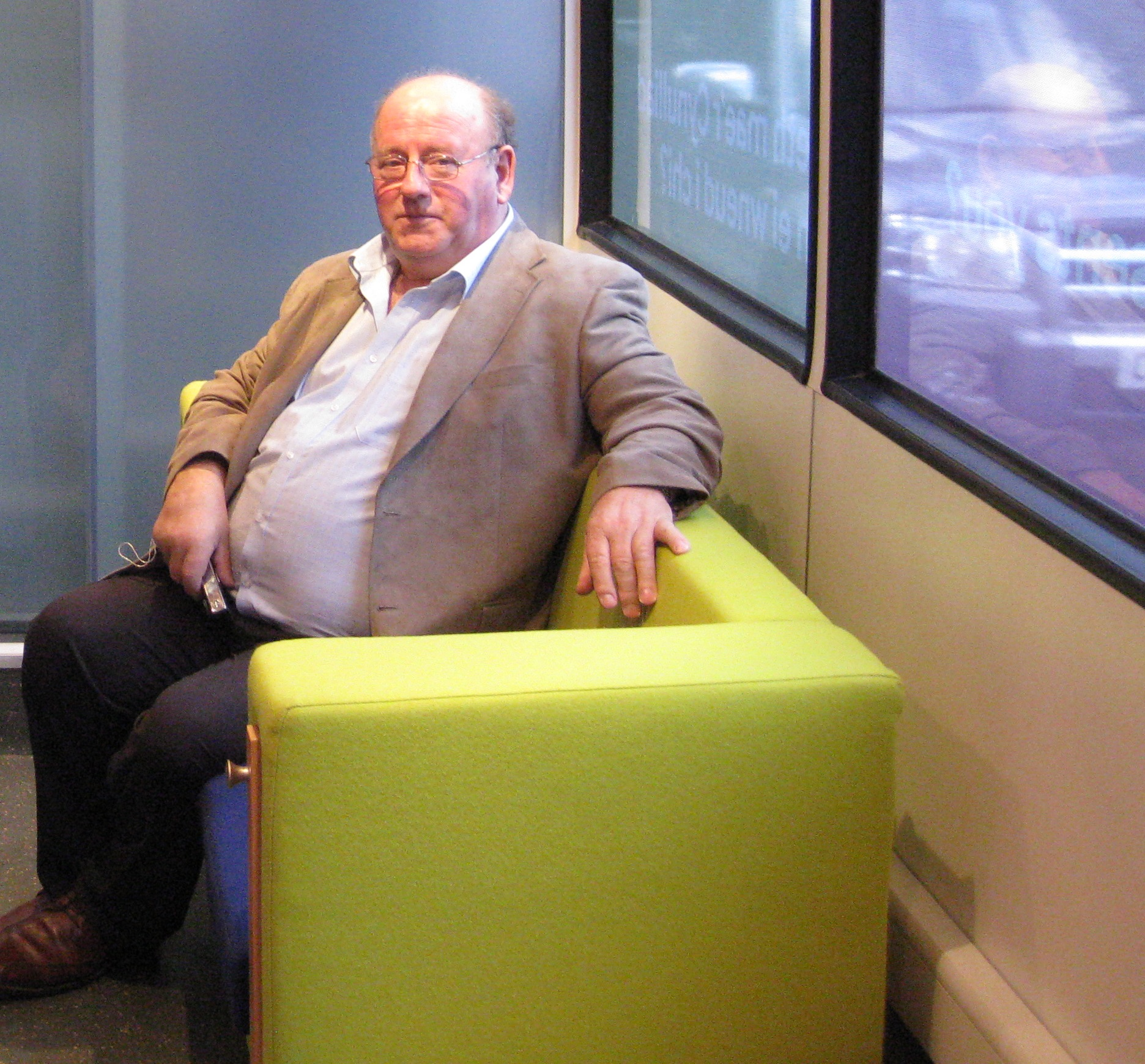
Brynle Williams, 2009

Brynle Williams (* 9. Januar 1949 in Cilcain, Flintshire; † 31. März 2011) war ein walisischer Politiker der Conservative Party.

## Leben
Williams war von Beruf her Landwirt, der sich auf die Zucht von Rindern und Schafen spezialisiert hatte. Als Fachmann für Ponys und Cobs, eine kleine britische Pferdeart, war er Mitglied des Rates der Walisischen Pony- und Cob-Gesellschaft. 1997 leitete er in Holyhead die Protestaktionen von Viehzüchtern gegen den Import von Rindfleisch. Landesweite Bekanntheit erreichte er im September 2000, als er den Protest von Landwirten gegen die Erdölraffinerie der Royal Dutch Shell in Stanlow in Ellesmere Port organisierte.
2003 wurde er als Kandidat der Conservative Party erstmals zum Mitglied der National Assembly for Wales gewählt. Dieser gehörte er bis zu seinem Tod an und war dort zuletzt landwirtschaftspolitischer Sprecher der Fraktion der Konservativen. Brynle Williams starb Ende März 2011 im Alter von 62 Jahren.